# フジテレビ系リアルタイム配信
フジテレビ系リアルタイム配信（フジテレビけいリアルタイムはいしん）は、2022年4月11日に開始されたフジテレビジョンの常時同時配信・見逃し番組配信サービスの名称である。

## 概要
TVerのシステムを利用して、ゴールデンタイム・プライムタイムの番組同時配信を行う。

### 開始まで
イギリス・英国放送協会（BBC）とITVが2008年からテレビ放送の同時配信サービスを開始したのを皮切りとして、世界各国の放送局が相次いで同時配信サービスを開始したが、日本では著作権法や採算上の問題、系列局（地方局）への配慮などから、フジテレビを始めとする、民放各社はこれまでテレビ番組のインターネット同時配信に慎重であった。
しかし、テレビ離れが急速に進んでいることや2020年3月に日本放送協会（NHK）がNHKプラスのサービスを開始させることを受けて、フジテレビなどの在京民放5社でも同年秋にインターネット同時配信を始める方針で関係各所と調整していることが同年2月に報じられた。
フジテレビも同時配信サービスを開始する予定であることを、2021年9月6日に行われた10月期番組改編の記者発表会で明らかにした。配信媒体についてはTVerにて配信する方向で調整している。当初は2022年1月からのサービス開始を予定していたが、TVerの新アプリ開発遅延を理由に一旦開始時期を未定に変更。その後、2022年4月11日にサービス開始することを同年2月25日に行われた定例社長会見にて発表した。

## 特徴

### 配信画面
右上に「フジ系」と透かし（ウォーターマーク）が挿入されている。

### 対象機器
スマートフォン・タブレット・PCに対応。なお、TVerのテレビアプリやAmazon Fire TV・Chromecastを介した視聴は出来ない。

### 対象番組
フジテレビのプライムタイムに放送されている計31番組を配信するとしている。また、重大ニュース発生時の報道特別番組や国政選挙実施に伴う選挙特別番組『Live選挙サンデー』についても同時配信したことがある。
2023年7月には同月22日から23日にかけて放送される『FNS27時間テレビ』を全編配信することを発表した。TVerにて1日（24時間）以上にわたってリアルタイム配信するのは初めてであるとしている。

### 差し替え
地上波にてCMが放送されていたり、同時配信においての権利が得られなかった映像のほか、月曜日 - 日曜日の20時台番組における番組末尾6分間（20:54 - 21:00）のローカルセールス枠部分については、別の映像に差し替えたり、都合により配信できない旨のメッセージ（ふたかぶせ）が表示される。